# Lisronia varicicosta
Lisronia varicicosta är en insektsart som först beskrevs av Hodkinson och Jennifer L. Hollis 1981.  Lisronia varicicosta ingår i släktet Lisronia och familjen rundbladloppor. Inga underarter finns listade i Catalogue of Life.